# Орден Подвязки Ивана Грозного
«Орден Подвязки Ивана Грозного», или Подвеска со святым Георгием — украшение, хранящееся в Оружейной палате Московского Кремля, долгое время ошибочно считавшееся английским орденом Подвязки, подаренным царю Ивану Грозному королевой Елизаветой Тюдор.

## Описание
Стилистически подвеска относится к эпохе позднего Ренессанса (под влиянием маньеризма). Возможно, она выполнена в Западной Германии в конце XVI — начале XVII вв. в стиле подвесок нидерландского ювелира Эразмуса Хорника (работал при дворе императора Рудольфа II). Необычна иконография «дракона» — это треглавое чудовище с женской головой в папской тиаре. Это — знак того, что она создавалась протестантом в период Реформации во время борьбы с папством (см. Вавилонская блудница). Также любопытно, что Георгий не одет в доспехи.
«Знак представляет собой литое скульптурное изображение св. Георгия верхом на коне, поражающего копьём трёхглавого дракона с головой грифона в центре, мужским и женским лицами справа и слева. Св. Георгий облачён в плотно облегающую ярко-красную рубашку, без головного убора, с обнажёнными ногами. Аналогичная по ювелирному исполнению фигурка святого Георгия на коне, поражающего трёхглавого дракона, но, очевидно, прикреплённая к более поздней пластине, хранится в Золотой сокровищнице Украины» .

## История
Английский орден Подвязки, основанный в 1348 году королём Эдуардом III, во 2-й половине XV века при короле Генрихе VII получил знак ордена в виде подвески с изображением святого Георгия и дракона (дополнительно к более раннему знаку — матерчатой ленте-подвязке). Хранящаяся в Оружейной палате драгоценность с изображением аналогичного сюжета долгое время считалась именно таким предметом.
Легенда о том, что подобный орден был послан Ивану Грозному королевой Елизаветой, бытовала ещё до Великого посольства в Англию. Известна история о том, что царь сватался к королеве.
В 1757 году императрице Елизавете Петровне показывали драгоценность, которая считалась этим орденским знаком. В 1853 году эта вещь, уже ставшая легендарной, по приказу Николая I была передана из Московского Главного архива Министерства иностранных дел в Оружейную палату.

### Разоблачение легенды
Основательней всего этим вопросом занимался Фёдор Андреевич Бюлер, директор Главного Архива МИД. В РГАДА сохранились 2 тома его переписки по вопросу изучения этого знака, которую он вёл с 1875 по 1890 годы. Бюлер проверил хранящиеся в архиве статейные списки посольств, запросил в Великобритании у главного герольда ордена Подвязки сведения о награждениях русских лиц. Ни русскими, ни английскими источниками не подтверждается награждение Ивана Грозного данным орденом. В списке кавалеров ордена первым русским награждённым значится император Александр I (кроме него будет еще пятеро — Николай I, Александр II, Александр III, Николай II, великий князь Михаил Александрович).
История о пожаловании ордена царю основывалась, видимо, как утверждают современные исследователи, «на брошенной вскользь фразе Самуэля Коллинса — врача царя Алексея Михайловича, находившегося в России в 1659—1671 гг.». Описывая в своей книге, опубликованной в 1671 году в Лондоне, российский герб, Коллинз пишет, что на груди двуглавого орла изображён святой Георгий на коне, который, «как некоторые говорят, прибавлен с тех пор, как королева Елизавета прислала Ивану Васильевичу орден Подвязки». Все историки, включая И. Г. Спасского, писавшие о знаке из Оружейной палаты, аргументированно отвергали эту легенду, как не имеющую никакой исторической основы.
Как гласит каталог музеев Кремля, «наиболее достоверная и подтверждённая архивными источниками версия происхождения подвески со св. Георгием в России связана с семьёй Артамона Матвеева (1625—1682)». Как гласят документы, подвеска была передана в 1726 году в Кабинет (затем в Коллегию иностранных дел) его сыном Андреем — который был послом в Англии в 1706-8 гг. Андрей Матвеев передал подвеску в качестве знака ордена, присланного его отцу английским королём Карлом II с посольством. Как он пишет в своей «Записке», прилагавшейся к вложению, за поддержку короля в годы изгнания и за «вспоможение к наследствию и к получению той же Англинской короны». Андрей продолжает, что, поскольку при царском дворе ещё не было обычая носить ордена, этот знак «честно без ношения содержан был в доме его господина Матвеева»..
К. Калайдович в «Сыне отечества» (1814) считает это утверждение сомнительным. Бюлер после переписки с Лондоном выяснил, что ни Матвеева, ни даже царя Алексея Михайловича в списке кавалеров ордена нет. В своём черновике статьи он приходит к выводу, что данная драгоценность — не пожалованный знак ордена, а, возможно — просто подвеска, купленная в Лондоне у одного из местных ювелиров Андреем Матвеевым. Это подтверждает иконография — в традиционном знаке ордена дракон должен быть одноглавым. В опубликованной же статье Бюлер выдвигает ещё одну версию: в 1600—1601 годах драгоценность мог купить российский посланник Микулин. (В свою версию он пытается вписать наличие в Оружейной палате также статута ордена — быть может, кто-то из русских послов мог скопировать его из любопытства, хотя Матвеев о нём не упоминает в своей «Записке»).
Возможно, Андрей Матвеев выдумал эту историю с целью более возвеличить имя своего отца, много претерпевшего, как награждённого таким почётным орденом. «В любом случае, представляется, что подвеска со святым Георгием, поражающим трёхглавого дракона, была воспринята в России в качестве знака ордена Подвязки не случайно, так как время её появления, а также появление копий статутов ордена Подвязки, связано с созданием в конце XVII века Российской наградной системы».
Между тем В. А. Дуров в статье «Награждение высшими орденами как элемент межгосударственного этикета» говорит о награждении Артамона Матвеева как о факте:

После казни Кромвелем короля Карла I в России были уничтожены все привилегии, данные раньше англичанам, и приняты другие меры, которые в той или иной мере помогли возвращению короны сыну казнённого, восшедшему на престол под именем Карла II. Активную роль при этом сыграл бывший „при управлении чужестранных дел“ Артамон Матвеев.